# Gutemi Shone Imana
Gutemi Shone Imana (auch Guteni Shone Imana; * 17. November 1991) ist eine äthiopische Langstreckenläuferin.
Am 29. April 2012 gewann sie den Nizza-Halbmarathon mit 1:11:11 h. Zwei Tage später siegte sie auch bei dem 10-Kilometer-Lauf in Marseille in 32:44 min.
2013 gewann sie den Halbmarathon in Luanda in 1:08:59 h und lief am 20. Oktober den ersten Marathon in Amsterdam, bei dem sie nach 2:42:25 h ins Ziel kam.
Der erste Sieg bei einem Marathon gelang ihr beim Seoul International Marathon 2015 mit 2:26:22 h.

## Persönliche Bestzeiten
- 10-km-Straßenlauf: 32:10 min, 19. Mai 2013, Bangalore
- Halbmarathon: 1:08:31 h, 14. Februar 2014, Ras Al Khaimah
- Marathon: 2:23:32 h, 18. Januar 2015, Houston